# Краснинский уезд
Кра́снинский уезд — административная единица в составе Смоленского наместничества и Смоленской губернии, существовавшая в 1775—1796 и 1802—1922 годах. Центр — посёлок городского типа Красный.

## История
Краснинский уезд в составе Смоленского наместничества был образован в 1775 году в ходе административной реформы Екатерины II. В 1796 году уезд был упразднён, однако уже в 1802 году он был восстановлен в составе Смоленской губернии.
25 марта 1918 года уезд был провозглашён частью Белорусской народной республики, а 1 января 1919 года в соответствии с манифестом І съезда КП(б) Белоруссии уезд вошёл в состав Социалистической Советской Республики Белоруссия.
В 1922 году уезд был упразднён, его территория вошла в состав Смоленского уезда.

## Население
По данным переписи 1897 года, в уезде проживало 102,3 тысячи человек. В том числе белорусы — 90,0 %; русские — 8,7 %. Непосредственно в городе Красном проживало 2753 человека.

## Административное деление
В 1890 году в состав уезда входило 14 волостей
| № п/п | Волость           | Волостное правление | Число селений | Население |
| ----- | ----------------- | ------------------- | ------------- | --------- |
| 1     | Букинская         | с. Григорково       | 45            | 4236      |
| 2     | Добрянская        | д. Добрая Слобода   | 47            | 8805      |
| 3     | Досуговская       | с. Досугово         | 57            | 7421      |
| 4     | Зверовичская      | с. Зверовичи        | 37            | 7421      |
| 5     | Ивановская        | с. Ярковичи         | 34            | 3663      |
| 6     | Каблуковская      | с. Каблуково        | 54            | 7844      |
| 7     | Княжинская        | с. Княжое           | 30            | 4087      |
| 8     | Мерлинская        | с. Мерлино          | 75            | 9068      |
| 9     | Мигновичская      | д. Жукова           | 15            | 3079      |
| 10    | Ново-Михайловская | с. Новомихайловское | 31            | 4208      |
| 11    | Палкинская        | с. Палкино          | 35            | 4848      |
| 12    | Погостовская      | с. Максимовское     | 33            | 3403      |
| 13    | Селецкая          | с. Селец            | 38            | 5520      |
| 14    | Юровская          | с. Юры              | 41            | 7302      |

В 1913 году в уезде было также 14 волостей.

## Уезд в филателии
- В 1912 году была выпущена юбилейная земская марка Краснинского уезда, посвящённая 100-летию подвига Милорадовича в Сражении под Красным.
- В 1912 году была выпущена юбилейная земская почтовая марка Краснинского уезда Смоленской губернии, посвящённая подвигу генерала Неверовского под Красным.